# Munidopsis kucki
Munidopsis kucki är en kräftdjursart som beskrevs av Baba och Camp 1988. Munidopsis kucki ingår i släktet Munidopsis och familjen trollhumrar. Inga underarter finns listade i Catalogue of Life.